# كالوتشا

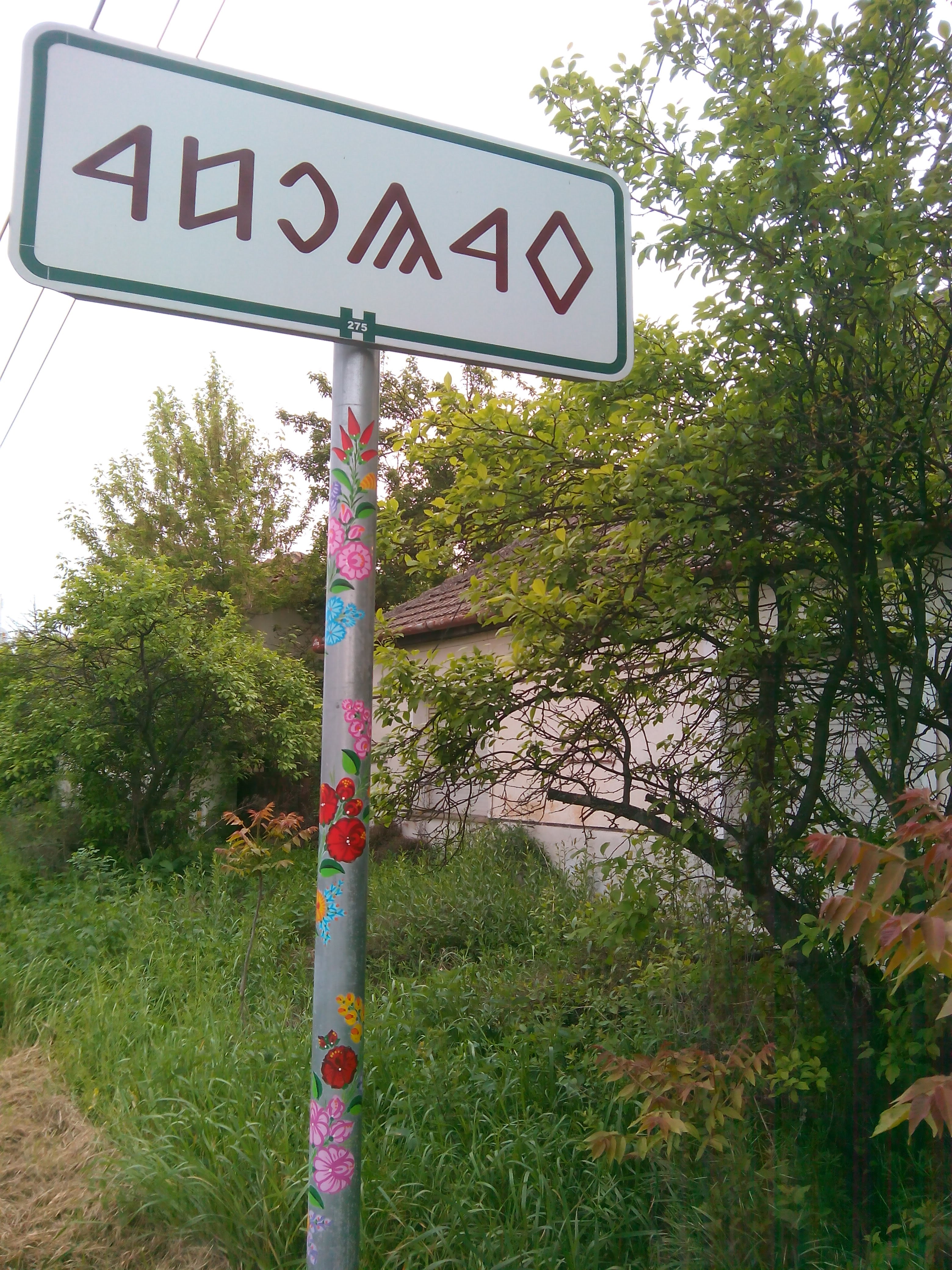
لافتة اسم مكان مكتوبة بالكتابة الروڤاشية (Rovásírás) مزينة بزخارف تطريز تقليدية.

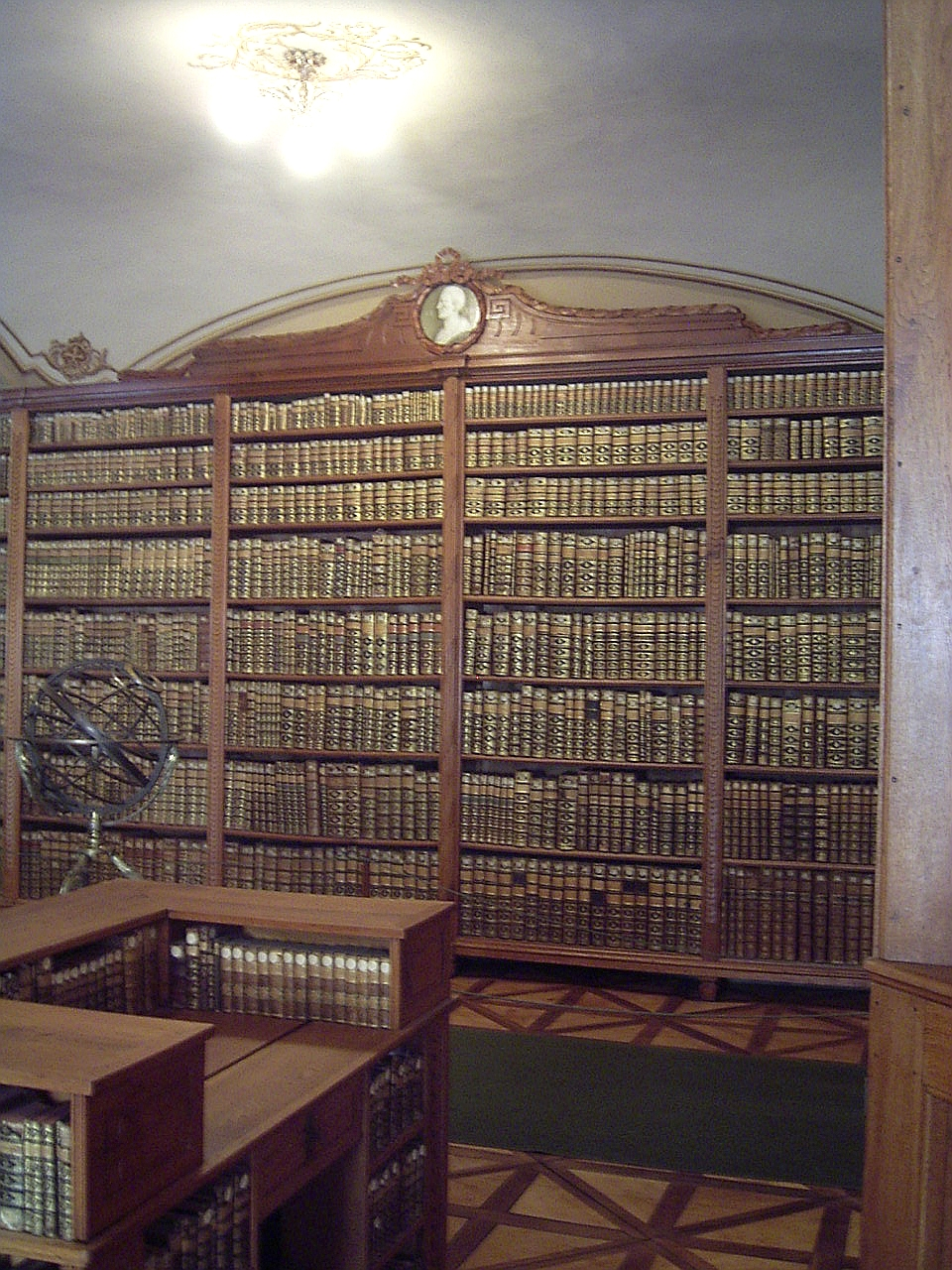
مكتبة القصر الأسقفي.

كالوتشا (بالألمانية: Kollotschau) (باللاتينية: Colocen) ، (بالكرواتية: Kaloča, Kalača) (بالسيريلية الصربية: Калоча)، هي مدينة تقع في مقاطعة باتش-كيشكون (Bács-Kiskun vármegyében)، وهي مركز قضاء كالوتشا، بالقرب من نهر الدانوب.
تقع في الجانب الغربي من المقاطعة، وهي مركز لمنطقة واسعة من حيث الرعاية الصحية والتعليم والثقافة والاقتصاد. تبلغ مساحتها 5,318 هكتارًا، ما يجعلها أصغر مدينة إدارية في المقاطعة ومنطقة السهل المجري الجنوبي العظيم من حيث المساحة الإدارية.
تتمتع كالوتشا بتاريخ عريق، حيث كانت تُعدّ مدينة منذ غزو المجر، وكانت واحدة من المراكز الثقافية البارزة للمجريين منذ الملك إسطفان الأول. تعد المدينة واحدة من أربع مقرات أبرشية كاثوليكية رومانية في المجر، والمركز الثاني للكاثوليكية المجرية منذ تأسيس الدولة. وتشتهر كالوتشا بكونها مدينة تعليمية، فمنذ القرن الثامن عشر جعلها التعليم المتنامي إحدى أبرز المراكز التعليمية على مستوى البلاد.
كالوتشا هي مقرّ أحد رؤساء الأساقفة الكاثوليك الأربعة في المجر.

## أصل التسمية

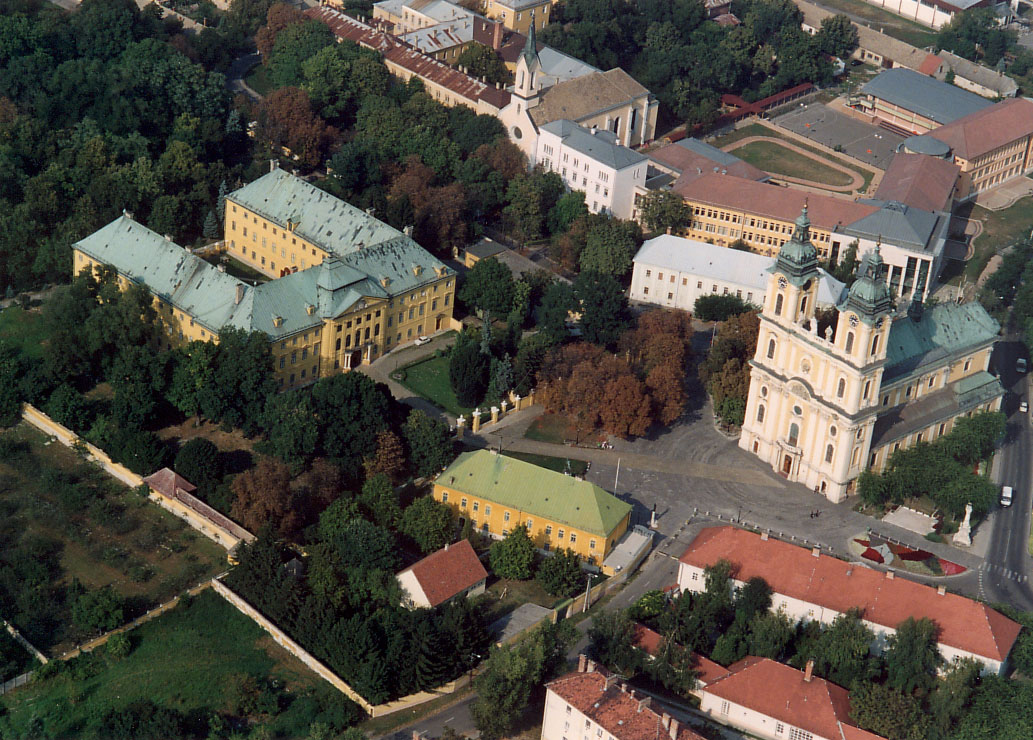
صورة جوية: القصر الأسقفي وكاتدرائية رئيس الأساقفة.

كانت كالوتشا تسمى في الأصل كالوتشا (Koloksza): وتعني منطقة مستنقعية وكانت منطقة كالوتشا تقع على سهل فيضان نهر الدانوب المستنقعي. في عهد الدولة العثمانية، كان يُشار إليها باسم كالوكيا (Kalokia) بسبب الترجمات غير الصحيحة. وهكذا ظهر الاسم الحالي للمدينة في خمسينيات القرن الثامن عشر.

## التاريخ
يبلغ عمر كالوتشا تقريبًا نفس عمر دولة المجر. وبعد الغزو المجري، أصبحت مقر إقامة الأمير أرباد ، وتؤكد بعض الأبحاث أن هذه المستوطنة كانت مقرًا للأمراء حتى الأمير جيزا (Gézáig). في وقت لاحق، انتقل المركز الملكي إلى سيكشفهيرفار وإزترغوم ، لكن كالوتشا ظلت مهمة بالنسبة للملك أسطفان الأول ملك المجر . والدليل على ذلك أنه كان من أوائل من أسسوا أسقفية مجرية هنا، وكان هناك قصر ملكي على تلة هالوم (Halom) القريبة. وكان البطريرك الأول هو أستريك (Asztrik)، الذي أحضر التاج المجري المقدس إلى أسطفان. وبعد إتمام هذه المهمة، رُفعت أبرشية المنطقة إلى رتبة مطرانية، فأصبحت أبرشية ذات نفوذ كبير، مساوية لأسقفية لإزترغوم، مع مراعاة أن مركز الكنيسة المجرية لا يزال في المدينة الأخيرة.

## رموز المدينة
تشتهر كالوتشا بجدائل الفلفل الأحمر (البابريكا) الكالوشية وبزيّها الشعبي التقليدي.

### أناس توفوا بها
- 1811م: إستفان كاتونا، مؤرخ
- 1839م: يانوس باجزيك، عميد كالوتشا الكنسي
- 1866م: - غابور كلاوزال، سياسي، وزير أول حكومة مجرية مسؤولة
- 1927م: عالم الفلك جيولا فينيي
- 1989م: رافاي سارولتا، أتيلا جوزيف كاتب وشاعر ومعلم وعضو في البرلمان حائز على جائزة.

### أناس عاشوا بها
- درس أنطال مولر، وهو قس كاثوليكي روماني ومستشار رئيس الأساقفة لاحقًا، هنا بين عامي 1933م و1942م؛ وقد تم تكريسه هنا أيضًا في عام 1942م.